# Umut Bozok
Umut Dilan Bozok (* 19. September 1996 in Saint-Avold) ist ein türkisch-französischer Fußballspieler. Er steht bei Trabzonspor unter Vertrag und ist ehemaliger türkischer Nachwuchsnationalspieler.

## Karriere

### Verein
Bozoks türkische Eltern ließen sich in ihrer Jugend in Lothringen nieder. Er wuchs in seiner Geburtsstadt Saint-Avold an der deutschen Grenze auf und war in seiner Kindheit einem ortsansässigen Fußballverein beigetreten, ehe er sich der Jugendakademie (Centre de Formation) des FC Metz anschloss. Am 1. Februar 2014 gab er beim 1:2 im Spiel der CFA2 (fünfte Liga) im Auswärtsspiel gegen Thaon sein Debüt für die zweite Mannschaft des FC Metz. Dies blieb in dieser Saison sein einziger Einsatz; Bozok stieg mit der Mannschaft in die CFA (vierte Liga) auf, in der er auf zehn Einsätze kam und wieder in die CFA 2 abstieg. Bei der 1:3-Auswärtsniederlage am zweiten Spieltag gegen die Zweitvertretung der AS Nancy erzielte Bozok am 30. August mit dem Tor zum 1:0 sein erstes Tor im Herrenbereich. In diese Saison spielte er in 21 Partien, in denen ihm zwölf Tore gelangen.
Im Sommer 2016 wechselte er in die National (dritte Liga) zu GS Consolat. Am 5. August 2016 spielte Bozok zum ersten Mal für den Verein aus Marseille bei der 2:3-Auswärtsniederlage am ersten Spieltag gegen Bastia-Borgo. In 31 Partien erzielte er 18 Tore. 2017 wechselte Bozok in die Ligue 2 zu Olympique Nîmes und gab am 28. Juli 2017 mit seiner Einwechslung in der 60. Minute bei der 0:1-Niederlage am ersten Spieltag gegen Stade Reims sein Debüt im Profifußball. Am Ende der Saison stieg Nîmes auch dank Bozoks 24 Ligatoren – er wurde Torschützenkönig  – als Vizemeister hinter Reims in die Ligue 1 auf. In der darauffolgenden Saison verlor Umut Bozok seinen Stammplatz und stand in 25 Erstligapartien lediglich 14 Mal in der Startelf, in welchen ihm zwei Tore gelangen. Daraufhin kehrte er wieder in die Ligue 2 zurück, wo er sich dem FC Lorient anschloss. Auch dort war Bozok in seiner ersten Saison 2019/20 lediglich Einwechselspieler. Aufgrund der Covid-19-Pandemie wurde die Spielzeit nach dem 28. Spieltag und mit diesem Tabellenstand gewertet, wodurch den Merlus als Tabellenerster die Meisterschaft und der Aufstieg in die Ligue 1 gelang. Bozok stand in 16 Ligaspielen auf dem Platz, in denen er zwei Tore erzielen konnte. Anfang 2021 wechselte er für ein halbes Jahr auf Leihbasis zum ES Troyes AC. Danach wurde er in die Türkei an Kasımpaşa Istanbul verliehen. Bozok kam in allen 38 Ligaspielen zum Einsatz und wurde mit 20 Toren Torschützenkönig der Saison 2021/22. Nach Ablauf der Leihe kehrte er nicht nach Frankreich zurück, sondern wechselte fest zu Trabzonspor.

### Nationalmannschaft
Bozok hatte die Auswahl zwischen den türkischen und den französischen Auswahlmannschaften. Am 28. November 2012 gab er bei der 3:4-Niederlage in den USA anlässlich des Nike Tournaments gegen Portugal sein Debüt für die türkische U-17-Nationalmannschaft. und kam für diese Altersklasse zu insgesamt fünf Einsätzen. Seinen einzigen Einsatz für die U-18 hatte er in Antalya beim torlosen Unentschieden am 16. November 2013 gegen die Niederlande anlässlich eines Vier-Nationen-Turniers. Am 28. März 2017 debütierte Bozok beim 4:0-Sieg im Testspiel in Istanbul gegen Aserbaidschan für die türkische U-21-Nationalmannschaft. Die Qualifikation für die U21-Europameisterschaft 2019 in Italien und San Marino wurde verpasst, so war aus Altersgründen das Qualifikationsspiel am 7. September 2018 in Istanbul gegen Zypern das letzte Spiel von Bozok für die türkische U21-Auswahl.